# Юрій Ткач
Юрій Ткач  (англ. Yuri Tkacz іноді транслітерується як англ. Yuri Tkach; 17 лютого 1954, Мельбурн, Австралія) — український видавець та перекладач з Австралії. Онук Дмитра Нитченка та син Лесі Богуславець.
Живе та працює у Мельбурні.

## Життєпис

### Ранні роки
Народ. 17 лютого 1954 року в Мельбурні, Австралія у родині українських еміґрантів Австралії. Здобув фах інженера-електрика у Мельбурнському університеті (1972–1976), працював у державній телефонній корпорації.

### Перекладацька та видавнича діяльність
Заснував видавництво «Байда книги» (1978) (англ. Bayda Books). У 1981–1983 роках жив та працював у місті Торонто, Канада. У 1989–1993 роках жив та працював редактором і перекладачем у місті Києві.
Перелік перекладівПерекладав твори Олеся Гончара, Бориса Антоненка-Давидовича, Валерія Шевчука, Анатолія Дімарова, Марії Матіос, Ігоря Качуровського та інших українських письменників. За свої переклади з української на англійську мову української літератури у 2016 році отримав The George Luckyj Ukrainian Literature Translation Prize від Канадської фундації українських студій.
Станом на 2024 рік осталося лише декілька невиданих перекладів Ткача, які тепер друкуються на платформі Amazon.
Видані переклади
- Antonenko-Davydovych, Borys: Duel (novel set in 1920s Ukraine), 1986, Lastivka Press
- Before the Storm: Soviet Ukrainian Fiction of the 1920s, 1986, Ardis Publishers, USA
- Berdnyk, Oles: Apostle of Immortality (science fiction short stories), 1984, Bayda Books
- Berezy, Walter: Shadows in the Fog (reminiscences of incarceration in German camps & life in emigration), 2011, Bayda Books
- Bodnarchuk, Ivan: The Generations Will Come Together (memoirs of Ukrainian émigré author from Canada), 1986, Ukrainian Canadian Writers «Slovo»
- Chub, Dmytro: How Moscow Russifies Ukraine (political essay), 1983, Lastivka Press
- Chub, Dmytro: New Guinea Impressions (travelogue and historical), 1981, Lastivka Press
- Chub, Dmytro: So This Is Australia (accounts of migrant life in Australia), 1980, Bayda Books
- Chub, Dmytro: Shevchenko the Man (biography of Ukrainian poet), 1985, Bayda Books
- Chub, Dmytro: West of Moscow (war memoirs), 1983, Lastivka Press
- Anatoly Dimarov. Across the bridge. Melbourne: Molod. Translated from the Ukrainian by Yuri Tkach. 1977. 198 p. ISBN 9780959635607
- Anatoly Dimarov. In Stalin's Shadow. Melbourne: Bayda Books. Translated from the Ukrainian by Yuri Tkach. 1989. 199 p. ISBN 9780908480227
- Fat and Thin (bilingual children's color-in book of opposites), 2011, Bayda Books
- Geography of Ukraine (textbook), 1985 & 1986, Ukrainian Information Collective
- Honchar, Oles: The Cathedral, 1989, Ukrainian Catholic Brotherhood, USA
- Hutsalo, Yevhen: Reindeer August (collection of short stories) in Kiev Quarterly #1, 1975
- Kaczurowsky, Igor: Because Deserters Are Immortal, 1979, Bayda Books
- Matios, Maria: Apocalypse (novel about the Jewish people of the Carpathian Mountains), 2011, Bayda Books
- Matios, Maria: …Hardly Ever Otherwise (epic novel set in the Carpathian Mountains), 2010, Bayda Books
  - (передрук) Matios, Maria: …Hardly Ever Otherwise (epic novel set in the Carpathian Mountains), 2012 Glagoslav
- Matios, Maria: The Russky Woman (novel set in the Carpathian Mountains after World War 2), 2011, Bayda Books
- On the Fence (Ukrainian émigré prose in Australia), 1985, Lastivka Press
- Ponedilok, Mykola: Funny Tears (humorous short stories by Ukrainian émigré humorist from USA), 1982, Svoboda Press, USA
- Selivachov, Mykhailo: Folk Designs of Ukraine (an illustrated ethnographic text on symbols in Ukrainian applied art), 1995, Ivan Honchar Museum/Bayda Books
- Shevchuk, Valeriy: Lunar Pain (gothic novel), 2010, Bayda Books
- Shevchuk, Vasyl: Blood Brothers (historical novel about Cossacks), 1980, Bayda Books
- Stamerov, K.: History of Ukrainian Costume (folk dress in Ukraine through the ages), 1986, Bayda Books
- The Happy Alphabet (bilingual children's book with Kevin Pappas), 1986, Baby Bayda; 2nd edn. Ukraine 1990.
- Vyshnia, Ostap: Hard Times (humour & satire), 1981, Bayda Books
- Yavornytsky, Dmytro: The Dnipro Rapids (account of an expedition in 1920s to the rapids, before they were dammed), 2008
- Переклади окремих оповідань та уривків творів можна прочитати на Facebook за посиланням https://www.facebook.com/Ukralit/

Невидані переклади
- Chukhlib, Vasyl: Microstories (short stories)
- Dimarov, Anatoliy: Three Brides for Father (selected novellas about suburban life in Kyiv)
- Kazdoba, Kuzma: Son of a Kulak (epic novel about collectivization and Siberian exile)
- Khotkevych, Hnat: Heart of Stone (novel set in Carpathian Mountains)
- Luhovy, Yuri: Prairie Children (autobiographical novel set in 1930s Canada)
- Maystrenko, Ivan: History of my Generation (memoirs of a National Communist)
- Polianetsky & Solovyev: Selected Short Stories
- Samchuk, Ulas: OST. The Moroz Settlement (epic novel set in Ukraine during the Revolution)
- Ukrainian Folk Weddings (folk customs & rituals)